# Бегитино
Бегитино (сибирскотат. 
Пигәтен) — село в Вагайском районе Тюменской области России. Входит в состав Первомайского сельского поселения.

## География
Село находится в восточной части Тюменской области, в пределах подтаёжно-лесостепного района лесостепной зоны, на правом берегу реки Вагай, на расстоянии примерно 57 километров (по прямой) к юго-юго-востоку (SSE) от села Вагай, административного центра района. Абсолютная высота — 59 метров над уровнем моря.
Часовой пояс
Село Бегитино, как и вся Тюменская область, находится в часовой зоне МСК+2. Смещение применяемого времени относительно UTC составляет +5:00.

## Население
| 2010 |
| ---- |
| 149  |

Половой состав
По данным Всероссийской переписи населения 2010 года в гендерной структуре населения мужчины составляли 45,6 %, женщины — соответственно 54,4 %.
Национальный состав
Согласно результатам переписи 2002 года, в национальной структуре населения татары составляли 95 % из 168 чел.